# 兴达街道
兴达街道，是中华人民共和国辽宁省大連市庄河市下辖的一个乡镇级行政单位。

## 行政区划
兴达街道下辖以下地区：
岭前社区、后窑社区、光复社区、胜利社区、河西社区、跃进社区、新胜社区、桥东社区、前茅社区、前进社区、干沟社区、河东社区、后炮台社区和前炮台社区。

## 教育
- 河東小學